# SV 09 Staßfurt
Der SV 09 Staßfurt (offiziell Sportverein 1909 Staßfurt e. V., kurz SV 09) ist ein Fußballverein aus Staßfurt in Sachsen-Anhalt.

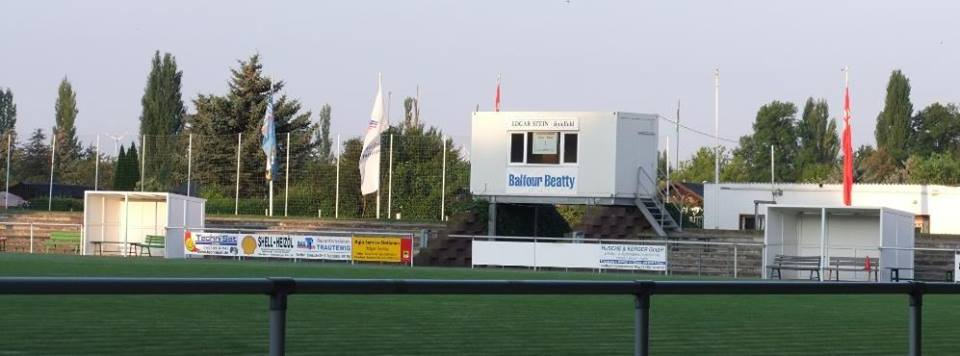
Das Edgar-Stein-Spielfeld ist Austragungsort von Heimspielen.

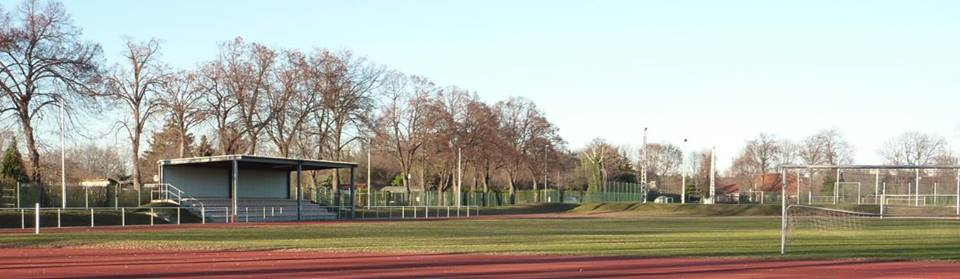
Der Mittelplatz im Stadion der Einheit.

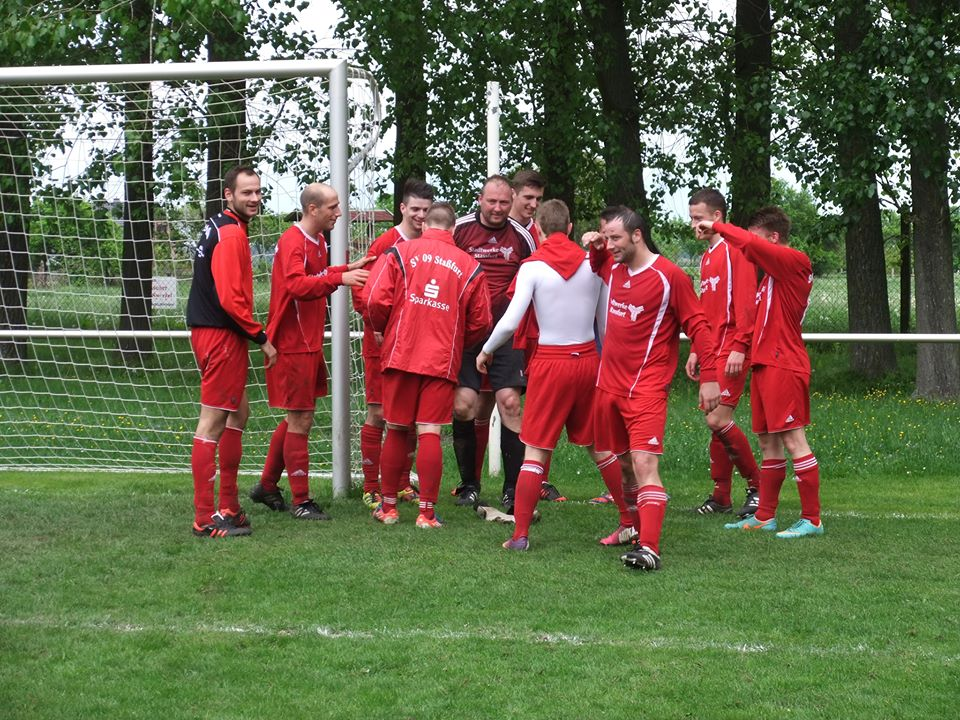
Die 1. Mannschaft am 20. Mai 2013 nach dem Auswärtssieg beim Möringer SV.

## Vereinsstruktur
Der SV 09 betreibt ausschließlich Fußballsport. Er betreibt drei Männermannschaften (Landesliga Nord, Salzlandliga und 2. Kreisklasse Staffel 2), ein Altherren-Team, eine Alt-Altherrenmannschaft sowie etliche Mannschaften im männlichen Nachwuchsbereich (Stand 2017). Der Verein nutzt das städtische „Stadion der Einheit“, welches über zwei Rasenplätze und einen Kunstrasenplatz verfügt. Der Hauptplatz wird zu Ehren des verstorbenen Staßfurter Fußballidols Edgar Stein seit 2009 als „Edgar-Stein-Spielfeld“ bezeichnet. Der Mittelplatz fasst 3000 Zuschauer und verfügt über eine Tribüne mit 50 überdachten Sitzplätzen sowie über eine Tartanbahn.

## Geschichte
Der SV 09 führt seinen Ursprung auf den „F.C. Hohenzollern“ zurück, der am 12. April 1909 in Staßfurt gegründet wurde. Als nach der Gründung der Weimarer Republik die Hohenzollern nicht mehr zeitgemäß waren, änderte der Verein seinen Namen 1918 in „Sportverein 09 Staßfurt-Leopoldshall“. 1920 waren im Verein 300 Mitglieder organisiert. Es wurden die Sportarten Fußball, Handball, Leichtathletik, Boxen, Gymnastik und Wandern angeboten.
Nach dem Ende des Zweiten Weltkriegs wurde der SV 09 im Rahmen des von der sowjetischen Besatzungsmacht veranlassten Verbots von Sportvereinen 1945 aufgelöst. Zunächst wurde der Sportverkehr in Staßfurt durch eine lose organisierte Sportgemeinschaft unter den Namen „Staßfurt“ (ab 1945), „Sportamt Staßfurt“ (ab 1946) und „ZSG Staßfurt“ (ab 1949) auf Kreisebene fortgeführt. 1950 wurde der Name ein weiteres Mal in „SG Salzland Staßfurt“ geändert. 1951 übernahm das in Staßfurt ansässige Kaliwerk die Sportgemeinschaft und wandelte sie in eine Betriebssportgemeinschaft (BSG) um, die den Namen „Aktivist Staßfurt“ erhielt. Die Namensgebung erfolgte aufgrund zentraler Regelung, wonach BSG entsprechend der Zugehörigkeit ihrer Trägerbetriebe zu bestimmten Branchen einheitliche Namen erhielten. „Aktivist“ stand für den Bergbaubereich. Wie für Betriebssportgemeinschaften üblich, unterhielt die BSG Aktivist eine breite Palette von Sportsektionen, so z. B. für Fußball, Handball, Volleyball, Faustball, Leichtathletik, Tennis und Tischtennis. Zeitweise wurden 14 Sektionen unterhalten. Aktivist-Sportler waren vor allem in den Sportarten Leichtathletik und Faustball erfolgreich. Der 100-m-Sprinter Martin Westphal und die Faustball-Jugendmannschaften der Mädchen und Jungen wurden DDR-Meister. 1988 stieg das Staßfurter Fernsehgerätewerk als zusätzlicher Trägerbetrieb ein und der Name der BSG wurde in „Aktivist/Elektron Staßfurt“ geändert.
Nach den wirtschaftlichen Veränderungen infolge der politischen Wende von 1989 stellten die Trägerbetriebe ihre Unterstützung für die Betriebssportgemeinschaft ein. Um den Sportbetrieb weiterführen zu können, gründeten BSG-Mitglieder am 15. Juli 1990 den eingetragenen Verein „SV 09 Staßfurt“, der sich künftig nur noch dem Fußball widmete.

## Entwicklung des Fußballsports
Am erfolgreichsten war der SV 09 in den 1920er Jahren. Zwischen 1924 und 1926 erreichte der Verein dreimal die Endrunde zur Mitteldeutschen Meisterschaft. 1925 drangen die Staßfurter bis in das Achtelfinale vor und unterlagen dort erst Cricket-Viktoria Magdeburg mit 0:1. Der BSG Aktivist gelang erst 1952 der Aufstieg in die zu dieser Zeit viertklassige Bezirksliga Magdeburg. Dort war die BSG mit Ausnahme der Saisons 1953/1954, 1954/1955 und 1967/68, wo man jeweils in der Bezirksklasse spielte, in 23 Spielzeiten vertreten. 1978 stieg Aktivist für längere Zeit aus der Bezirksliga ab, erst 1988 gelang noch einmal der Aufstieg. Den DDR-Fußballspielverkehr beendete die BSG Aktivist/Elektron mit Platz acht nach der Bezirksligasaison 1989/90. Für den neuen SV 09 war damit die Qualifikation für die Landesliga Sachsen-Anhalt 1990/91 (damals höchste Spielklasse des Bundeslandes) gegeben. Der SV wurde jedoch Letzter und musste in die Bezirksoberliga absteigen. 2006 gelang noch einmal für drei Jahre der Aufstieg in die Verbandsliga. Im gleichen Jahr erreichte der Verein das Finale des Landespokals Sachsen-Anhalts. Hier unterlagen die Staßfurter dem damaligen Oberligisten und heutigem Drittligisten 1. FC Magdeburg vor 4.500 Zuschauern in Schönebeck knapp mit 0:1. Nach dem erneuten Abstieg 2009 in die Landesliga gelang 2010 für eine Saison die Rückkehr in die Verbandsliga, der höchsten Liga im Bundesland Sachsen-Anhalt. Danach wurde wieder in der siebtklassigen Landesliga gespielt, aus der 2013 der Abstieg in die Landesklasse erfolgte. Die Einteilung in die verschiedenen regionalen Staffeln ergab, dass der SV 09 ab dem Spieljahr 2013/2014 in der Landesklasse 3 antreten musste. In der Spielzeit 2016/17 gelang durch den Meistertitel in der Landesklasse der Wiederaufstieg in die Landesliga.

## Erfolge und Statistiken

### Meisterschaftserfolge
- Landesliga Sachsen-Anhalt (Staffel Nord): 2006, 2010, 2024
- Landesklasse Sachsen-Anhalt (Staffel 3): 2017
- Bezirksliga Magdeburg (Staffel 1): 1960
- Bezirksliga Sachsen-Anhalt (Staffel 5): 1996
- Bezirksklasse Magdeburg (Staffel 4): 1955, 1968, 1988
- Gaumeisterschaft: 1913, 1917, 1920, 1921, 1924, 1925, 1928

### Pokalerfolge
- Finalist Landespokal Sachsen-Anhalt: 2006 (0:1 gegen den 1. FC Magdeburg)
- Pokalsieger Bezirk Magdeburg: 1958
- Pokalsieger Kreis Staßfurt: 1982, 1983, 1984, 1985
- Pokalsieger Landkreis Aschersleben-Staßfurt: 2002, 2004
- Pokalsieger Salzlandkreis: 2017
- Gaupokalsieger: 1926, 1927, 1928

### Erfolge weiterer Mannschaften
- Kreisoberligameister Salzlandkreis: 2008
- Kreisligameister Salzlandkreis: 2016
- Pokalsieger Landkreis Aschersleben-Staßfurt: 1998
- Super-Cup-Sieger KFV Salzland: 2008
- Kreisklassenpokalsieger KFV Salzland: 2012
- Salzlandpokalsieger KFV Salzland 2020

## Verweise